# Строгачёв, Александр Львович
Алекс Оголтелый (6 апреля 1962 — 16 сентября 2005, Санкт-Петербург, настоящее имя — Александр Львович Строгачёв) — лидер рок-группы «Народное ополчение».

## Биография
Начинал музыкальную карьеру бас-гитаристом в панк-группе «Автоматические удовлетворители». За годы существования «Народного ополчения» в группе отыграло более 200 музыкантов. Яркий представитель петербургской школы постпанка.
Группа существовала более 20 лет и записала множество альбомов.
В 1989 году выступала на крупнейшем шведском рок-фестивале в Хульсфреде вместе с Laibach, Motorhead, 999.
Начиная с 1995 года значительно снизил творческую активность из-за прогрессирующего алкоголизма, определённые всплески отмечены в 1997 году и в период 2002—2004 годов.
Скончался в Первом медицинском институте от остановки сердца, вызванной последствиями травм, полученных в результате автомобильной аварии. В Санкт-Петербурге прошли несколько концертов памяти музыканта.